# PM-63 RAK
El PM-63 RAK (acrónimo de Ręczny Automat Komandosów, arma automática de comando en polaco) es un subfusil polaco de calibre 9,2 mm, diseñado por Piotr Wilniewczyc en cooperación con Tadeusz Bednarski, Grzegorz Czubak y Marian Wakalski. El RAK combina las características de una pistola semiautomática y un subfusil automático.

## Historia
El desarrollo del RAK se remonta a fines de la década de 1950, cuando el concepto fue propuesto por primera vez en la Universidad de Tecnología de Varsovia, en respuesta a una petición para un arma defensiva ligera para los soldados auxiliares, como artilleros y conductores de vehículos. Después de la muerte del diseñador jefe Piotr Wilniewczyc en 1960, el desarrollo del subfusil fue asumido y completado por la Fábrica de armas Łucznik (propiedad del Estado) en la ciudad de Radom, donde se produjo hasta 1974. Después de un examen, el PM-63 fue aceptado en servicio con las Fuerzas Armadas polacas y la Policía en 1965 como el 9 mm maszynowy pistolet wz. 1963 (Subfusil modelo 1963 calibre 9 mm, en polaco). Se exportaron pequeñas cantidades de este subfusil a varios países árabes, Vietnam y la antigua Alemania Oriental. Una versión ligeramente modificada del PM-63 fue producida sin licencia por la República Popular de China como Tipo 82, que vendió el arma a países aliados políticamente en Asia.

## Detalles de diseño

### Mecanismo de operación
El RAK es un subfusil con fuego selectivo accionado por retroceso, que dispara a cerrojo abierto. A diferencia de la mayoría de subfusiles que disparan a cerrojo abierto, el PM-63 tiene un cerrojo expuesto, también conocido como corredera.
Cuando se aprieta el gatillo, la corredera es soltada y empujada hacia adelante por el muelle recuperador, extrayendo un cartucho del cargador e introduciéndolo en la recámara. Tan pronto como el cartucho se halla en la recámara, el extractor agarra su acanaladura y el subfusil dispara mientras la corredera todavía se mueve hacia adelante. El impulso del disparo retrasa el movimiento hacia adelante de la corredera y la obliga a retroceder. El extractor agarra el casquillo del cartucho disparado hasta que el eyector lo empuje a través de la portilla de eyección en el lado derecho de la corredera. Esta continua retrocediendo y el muelle recuperador, situado bajo el cañón, es completamente comprimido. La corredera va montada sobre una palanca retardadora que se eleva y la mantiene abierta. El mecanismo reductor de cadencia, un émbolo accionado por inercia en la parte posterior de la corredera, continua su recorrido hacia atrás y comprime su resorte. Cuando el resorte está completamente comprimido, empuja el émbolo hacia adelante y empuja hacia abajo la palanca retardadora que sujeta la corredera, impulsándola hacia adelante para continuar disparando mientras que se mantenga apretado el gatillo y haya munición en el cargador. 

### Características
El subfusil está compuesto por las siguientes piezas principales: cañón, armazón (que contiene la culata, el pistolete y la agarredera frontal), corredera, muelle recuperador, varilla guía y cargador. La corredera alberga un mecanismo de émbolo inercial y resorte, diseñado para reducir la cadencia de disparo del arma a 650 disparos/minuto, de una cadencia habitual de unos 840 disparos/minuto. La corredera rodea el cañón hasta su boca y tiene una extensión que actúa como un compensador de retroceso que desvía los gases del cañón hacia arriba para contrarrestar la elevación del arma cuando se dispara en modo automático. El compensador tiene una forma de cuchara larga y puede emplearse para amartillar el subfusil con una sola mano, presionándolo contra una superficie vertical dura hasta que la corredera vaya hacia atrás. 
Dentro de la corredera se encuentra instalado un extractor accionado mediante resorte y una elevación del lado del cargador actúa como el eyector. El mecanismo de percusión tiene un percutor fijado dentro de la corredera. El mecanismo de control de disparo no tiene un selector, estando equipado en su lugar con un gatillo progresivo de dos etapas que permite disparar en modo semiautomático (al apretar el gatillo hasta el primer tope y soltándolo rápidamente) y automático (apretando el gatillo hasta atrás y manteniéndolo presionado). El seguro manual evita que el arma se dispare accidentalmente al bloquear la corredera en sus posiciones posterior, delantera e intermedia, las cuales toma cuando el subfusil es desarmado o rearmado. El botón del seguro se encuentra en el lado izquierdo del armazón, detrás del pistolete.
La culata metálica plegable (hecha de tiras de acero) termina en una cantonera pivotante. La culata se despliega hacia afuera y es empleada junto a la agarradera plegable para mantener fijo el subfusil cuando se dispara en modo automático. Su cañón, que puede ser desmontado por el usuario en el campo, tiene un ánima cromada con 4 estrías a dextrógiro con una tasa de rotación de 1 en 252 mm (1:10 pulgadas).

### Mecanismos de puntería
El alza plegable (de tipo abierto) tiene dos hendiduras con alcances de 75 y 150 metros. Está fijada sobre la corredera, al igual que el punto de mira, haciendo que el arma sea muy difícil de apuntar, especialmente cuando se dispara en modo automático.

### Alimentación
El subfusil es alimentado con dos tipos de cargadores rectos de doble hilera: uno corto de 15 cartuchos y uno largo de 25 cartuchos (los cargadores están insertados dentro del pistolete hueco). El retén del cargador está en el talón del pistolete. Después de haberse disparado el último cartucho del cargador, la corredera se mantiene abierta gracias a su retén. Las cachas del pistolete y la empuñadura frontal plegable están hechos de material plástico. El PM-63 utiliza el cartucho 9 x 18 Makarov.

### Accesorios
El PM-63 RAK puede emplearse como una pistola regular, con una sola mano. El equipo adicional suministrado con el subfusil incluye tres cargadores largos y un cargador corto, una funda, correa portafusil, un portacargadores, una baqueta y una aceitera.

## Variantes
En 1971 se desarrolló en Radom una versión del PM-63 calibrada para el cartucho 9 x 19 Parabellum, denominada PM-70. Sólo se construyeron varias unidades de esta versión en un lote de prototipos de preproducción, abandonándose su producción debido a la falta de demanda. También se construyeron una variante adaptada para el cartucho 9 x 17 (conocida como PM-73) y una versión silenciada, pero no pudieron obtener pedidos.

## Usuarios
- Polonia
- Alemania Oriental
- China
- Cuba
- Vietnam